# Возвращение волшебников: Алекс против Алекс
«Возвращение волше́бников: А́лекс про́тив А́лекс» (англ. The Wizards Return: Alex vs. Alex) — американский телефильм, снятый по мотивам комедийного телесериала «Волшебники из Вэйверли Плэйс», продолжение фильма «Волшебники из Вэйверли Плэйс в кино». Премьера фильма состоялась 15 марта 2013 года на канале Disney Channel. Дэвид Генри не участвовал в съёмках этого фильма.

## Сюжет
Семейка Руссо (кроме Джастина) вместе с друзьями отправились в Тоскану — на историческую родину, повидаться с дальними родственниками. Однако непоседа Алекс, желая доказать, что она — взрослая, накладывает на себя довольно необычное заклятие: её сущность разделилась на две противоположные половины, Злую и, соответственно, Добрую. Из-за этого заклинания Алекс ссорится с близкими людьми и чуть не теряет семью. Так что, пока Злой двойник строит планы по захвату всего Мира, настоящая юная чудесница вынуждена не только её усмирять, но и попутно разбираться с собственными родственниками.

## В ролях
- Селена Гомес — Алекс Руссо[2]
- Джейк Ти Остин — Макс Руссо
- Дженнифер Стоун — Харпер Финкл
- Грегг Салкин — Мейсон
- Бо Мирчофф — Доминик
- Мария Кэнелс-Баррера — Тереза Руссо
- Дэвид Делуиз — Джерри Руссо
- Наталия Ногулич — Кармела
- Антонелла Лентини — Франческа
- Джек Доннер — Папа Фабризио
- Тера Хендирксон — телеведущая
- Энтони Палермо — телеведущий
- Франческо Кура — работник
- Никки Хан — Бьянка
- Джозиа Дарден — Джино

## Релиз
| Страна / регион | Канал          | Премьера           | Название                          |
| --------------- | -------------- | ------------------ | --------------------------------- |
| США             | Disney Channel | 15 марта 2013 года | The Wizards Return: Alex vs. Alex |